# Confodiopisa gerthi
Confodiopisa gerthi is een vlokreeftensoort uit de familie van de Eriopisidae. De wetenschappelijke naam van de soort is voor het eerst geldig gepubliceerd in 1952 door J.L. Barnard.